# Sierra de las Nieves
Sierra de las Nieves är ett berg i Spanien.   Det ligger i provinsen Provincia de Málaga och regionen Andalusien, i den södra delen av landet, 400 km söder om huvudstaden Madrid. Toppen på Sierra de las Nieves är 1 919 meter över havet. Arean är 20,2 kvadratkilometer. Sierra de las Nieves ingår i Sierra de Tolox.
Terrängen runt Sierra de las Nieves är kuperad västerut, men österut är den bergig. Sierra de las Nieves är den högsta punkten i trakten. Runt Sierra de las Nieves är det glesbefolkat, med 20 invånare per kvadratkilometer. Närmaste större samhälle är Ronda, 14,2 km väster om Sierra de las Nieves. 